# Chaukowie
Chaukowie - plemię germańskie, które miało rozległe siedziby w sąsiedztwie Fryzów, Cherusków i Chattów. 
Tacyt nazywa ich najszlachetniejszym ludem Germanii. Chaukowie podporządkowali się Marbodowi, który stworzył silny związek plemion germańskich tzw. państwo Marboda.